# 拉斯·努特巴尔
拉斯·泰勒-达治·努特巴尔 ，日式姓名榎田達治（英語：Lars Taylor-Tatsuji Nootbaar，日语：／ Enokida Tatsuji，1997年9月8日—），是一名日裔美籍棒球运动员，司职外野手，目前效力于MLB的聖路易紅雀。努特巴尔出生和成长于加利福尼亚州的埃尔塞贡多，在2018年MLB选秀被圣路易红雀选中前，他曾在南加州大学打过三个赛季的大学棒球。被选中后努特巴尔加入了红雀的小聯盟系统，并于2021年球季代表红雀队完成了大联盟首秀。

## 早年生活和早年生涯
努特巴尔成长于加利福尼亚州的埃尔塞贡多，他的高中时期在当地的埃尔塞贡多高中度过。他在高中时期代表校队同时出战棒球和橄榄球比赛。他作为棒球球员拿到过三次MVP，而也以球队先发四分衛的身份拿到过所在联盟的两次MVP。。高中毕业后，努特巴尔决定进入南加州大学并代表他们的校队出战大学棒球联赛，同时他还收到了加入加利福尼亞大學戴維斯分校和福坦莫大学橄榄球队的邀请。
努特巴尔在南加州大学的三年时间一直作为球队的先发外野手出赛。大二赛季，他入选了Pac-12联盟的最佳阵容，该赛季他打击率为.313，击出7支全垒打和34分打点。三赛季，他的打击率下滑到.249，但仍有6轰和24分打点贡献。

## 职业生涯
努特巴尔于2018年MLB选秀中在第八轮被聖路易紅雀选中。在与红雀队签约后，他被分配至短期1A中纽约-宾夕法尼亚联盟的州学院尖刺队。他为尖刺队效力期间，曾缔造了单场七分打点的球队纪录。在当赛季他出战的56场比赛中，他缴出了.227的打击率，2支全垒打和56分打点。努特巴尔的2019赛季起步于1A级别球队皮奥里亚酋长，随后不久就被提升至A+球队棕榈滩红雀。当年7月5日，他再次被提升至2A球队斯普林菲尔德红雀。当季在小联盟的101场比赛中，努特巴尔的打击率为.264，送出7支全垒打和38分打点。
因为2019冠状病毒病疫情，2020年的全部小联盟比赛被取消。努特巴尔在2021年开季前入选了红雀队的训练营名单，之后被分配至3A球队孟菲斯红鸟继续小联盟生涯。2021年6月22日，红雀队将努特巴尔选入40人名单，这是他首次被升上大联盟。在被升上一队之前，他在3A球队的22场比赛中交出了.329/.430/.557的打击三围，并有5支全垒打和17分打点入账。
在被升上一队当日，努特巴尔完成了在大联盟的首秀，该场比赛他以先发左外野手的身份迎战底特律老虎。。次日的比赛中，努特巴尔击出了一支三壘安打，这是他生涯第一支安打。他在8月12日红雀7-6击败匹茲堡海盜的比赛中作为投手J·T·布鲁贝克的代打打出了生涯第一支全垒打，第二天他又作为后援投手乔瓦尼·加耶戈斯的代打再次开轰，红雀队也以6-0击败了堪萨斯城皇家。同月25日，他在再次对阵老虎队的比赛中于延长赛第10局下半面对麥可·富爾默击出生涯首支再見安打。该赛季努特巴尔代表红雀出场58次，有5支全垒打和15分打点，打击三围为.239/.317/.422。赛季后，他被选入亚利桑那秋季联盟球队格伦代尔沙漠犬的名单，并代表其出战秋季联盟。  
2022球季，努特巴尔在因为队友伤病和自身的表现逐渐成为了球队的先发外野手之一。当季他代表球队出场108次，打击三围.228/.340/.448，贡献14支全垒打和40分打点。

## 國家隊生涯
12月23日，努特巴爾进入了2023年世界棒球經典賽日本代表隊的最终候选名单。2023年1月11日，日本队总教练栗山英樹确认努特巴尔进入日本在第五届世界棒球经典赛的最终名单。1月27日，努特巴尔出现在最终确认的日本队名单中，他也就此成为日本队首位日裔美籍球员。

## 个人生活
努特巴尔的父亲查理是德裔美国人，他拥有德国、荷兰和英格蘭血统，而他的母亲榎田久美子则是出身于日本埼玉縣東松山市。努特巴尔的父母都是加州理工州立大學的学生并结识于此，目前久美子也仍在该大学任职。他的哥哥奈杰尔也曾是南加州大学的一名投手，毕业后为巴尔的摩金莺的小联盟系统球队效力过。努特巴尔的曾祖父，赫伯特·努特巴尔是一名商人和慈善家，也是荷蘭棒球聯盟成立之初的赞助者之一。